# Vệ Nguyên quân
Vệ Nguyên quân (chữ Hán: 衞元君; trị vì: 251 TCN-230 TCN), là vị vua thứ 45 của nước Vệ - chư hầu nhà Chu thời Chiến Quốc trong lịch sử Trung Quốc.
Vệ Nguyên quân là con thứ của Vệ Tự quân – vua thứ 43 nước Vệ và em của Vệ Hoài quân – vua thứ 44 nước Vệ. Ông đồng thời là con rể của con gái Ngụy An Ly vương nên được nước Ngụy ủng hộ. Năm 252 TCN, Ngụy An Ly vương giết Vệ Hoài quân, lập ông lên làm vua.
Năm 249 TCN, nước Tần đánh Ngụy và tiến vào Bộc Dương – thành trì cuối cùng của nước Vệ - chiếm đất này đặt ra Đông quận, dời Vệ Nguyên quân đến huyện Dã Vương.
Năm 230 TCN, Vệ Nguyên quân mất. Ông làm vua được 23 năm. Con ông là Cơ Giác lên nối ngôi.